# Епсилон Візничого
ε Візни́чого — п'ята за яскравістю зоря у сузір'ї Візничого. Відома, як змінна зоря типу Алголя (EA за класифікацією Загального каталогу змінних зір). Серед відомих зір має один із найдовших періодів змінності, який становить близько 27 років. Затемнення триває у межах 640—730 діб (тобто, близько двох років). Крім того, один із компонентів пульсує з малою амплітудою та періодом близько 66 діб.
Також зоря відома своїми великими розмірами: радіус компоненти А за різними розрахунками становить від 135 до 190 радіусів Сонця.

## Табличні дані
| Спостережувані дані (на 2000 рік) | Спостережувані дані (на 2000 рік)                           |
| --- | ----------------------------------------------------------- |
| Сузір'я | Візничий                                                    |
| Пряме піднесення (ПП) | 05h 01m 58.13245s                                           |
| Схилення (СХ) | +43° 49′ 23.9059″                                           |
| Видима зоряна величина | +2.98 (середня, у фільтрі V); змінюється від +2.92 до +3.83 |
| Характеристики |                                                             |
| Спектральний тип | F0 + ~B5V                                                   |
| Тип змінності (за Загальним Катаогом Змінних Зір) | Тип Алголя (EA)                                             |
| Індекси кольору |                                                             |
| U−B | +0.30                                                       |
| B−V | +0.54                                                       |
| R−I | 0.45                                                        |
| Астрометричні відомості |                                                             |
| Радіальна швидкість | -2.5 км/с                                                   |
| Власний рух | ПП: −0.86±1.38 мас/рік СХ: −2.66±0.75 мас/рік               |
| Паралакс | 1.53 ± 1.29                                                 |
| Відстань | Близько 2000 світлових років (700 парсек)                   |
| Абсолютна зоряна величина | -9.1                                                        |
| Деталі |                                                             |
| Компонент А |                                                             |
| Маса | 2.2 — 15 M☉                                                 |
| Радіус | 135-190 R☉                                                  |
| Світність (болометрична) | 37,875 L☉                                                   |
| Температура | 7750 К                                                      |
| Прискорення вільного падіння на поверхні | 0.1 м/с2                                                    |
| Швидкість обертання (у проєкції на промінь зору) | 54 км/с                                                     |
| Компонент В |                                                             |
| Маса | 6 — 14 M☉                                                   |
| Радіус | 3.9 ± 0.4 R☉                                                |
| Температура | 15 000 К                                                    |
| Прискорення вільного падіння на поверхні | 100 м/с2                                                    |
| Орбіта |                                                             |
| Період | 9896.0 ±1.6 діб                                             |
| Велика піввісь | 18.1 ± 1.3 а.о.                                             |
| Ексцентрисистет | 0.227± 0.011                                                |
| Нахилення | 89°                                                         |
| Довгота висхідного вузла | 264°                                                        |
| Аргумент періастру (вторинний компонент) | 39.2 ± 3,4°                                                 |
| Момент проходження через періастр | 34723±80 (Модифікована Юліанська Дата)                      |
| Інші назви та позначення зорі |                                                             |
| Альмааз, Аль Анз, Хальдус, ε Aur, 7 Aur, BD+43 1166, FK5 183, HD 31964, HIP 23416, HR1605, SAO 39955. |                                                             |
| Джерела даних |                                                             |
| Каталог Гіпаркос (англ. Hipparcos Catalogue), Каталог яскравих зір (англ. Bright Star Catalogue), 9-тий Каталог спектроскопічних орбіт подвійних зір (англ. 9th Catalog of Spectroscopic Binary Orbits), Variable Star Index (VSX) |                                                             |
| Посилання на бази даних |                                                             |
| SIMBAD data [Архівовано 13 березня 2016 у Wayback Machine.] |                                                             |

## Походження назви
ε Візничого — позначення за системою Байєра[24] частіше всього використовується астрономами.
В англійській мові зоря також відома під назвами «Almaaz», «Al Anz»[15][25], які походять від арабського الماعز (al-mācz)[15].
У китайській мові словом 柱 (Zhù), яке означає «стовпи», називають астеризм, що складається з е Візничого, ζ Візничого, п Візничого, υ Візничого, v Візничого, т Візничого, х Візничого і 26 Візничого. [26] Сама ε Візничого відома як 柱一 (Zhù yī, «Перша зірка стовпів»). [27]

## Історія спостережень

### 1821—2009
Завдяки своїй яскравості зоря добре видна неозброєним оком. Але 1821 року астроном Йоганн Фрич (англ. Johann Fritsch) на основі своїх спостережень вперше помітив, що вона є змінною[джерело?]. Пізніше, з 1842 по 1848 роки її спостерігали німецький математик Едуард Хайс (англ. Eduard Heis) та прусський астроном Фрідріх-Вільгельм Аргеландер. Дані обох цих спостерігачів показали, що 1847 року зоря стала значно тьмянішою. Це привернуло їх увагу. ε Візничого значно пояскравішала, і повернулася до «нормального стану» наступного вересня. Завдяки тому, що до зорі була прикута значна увага, постійно з'являлися нові й нові дані. Дані спостережень показали, що ε Візничого змінювала свою яскравість не лише протягом тривалого періоду, а й показувала короткочасні зміни яскравості. Наступне затемнення відбувалися між 1874 і 1875 роками і, майже через тридцять років по тому, між 1901 і 1902 роками.
Ганс Людендроф, який також спостерігав зорю, вперше зайнявся її детальним вивченням. 1904 року він опублікував статтю під назвою «Дослідження змін блиску ε Візничого». У ній він зазначив, що зоря є затемнюваною змінною типу Алголя.

### ТелескопСпітцер
На засіданні Американського Астрономічного Товариства у січні 2009 року Дональд Хорд (англ. Donald Hoard), член дочірнього проекту NASA — Наукового центру Спітцера (англ. Spitzer Science Center) при Каліфорнійському Інституті Технологій у Пасадені повідомив, що дані, отримані телескопом Спітцер під час більш ранніх спостережень, вказують на наявність у системі гарячого компоненту спектрального класу В, який на діаграмі Герцшпрунга—Рассела розташований на відгалуженні гігантів. За отриманими даними[джерело?], його маса становила 2,2–3,3 маси Сонця та він був оточений пиловим диском.
ε Візничого активно та цілеспрямовано спостерігався з 2009 по 2011 рік. Саме тоді відбувалося останнє затемнення. Наступне відбудеться у період з 2036 по 2038 роки.

## Галерея
| ε Візничого розташована поряд із Капеллою (α Візничого) — найяскравішою зорею сузір'я та однією з найяскравіших на небі | Зображення системи орбіта відносно картинної площини | Зображення системи під великим орбіти відносно картинної площини | Вигляд системи в уяві художника. Вона складається із зорі спектрального класу F та гарячого супутника класу B, оточеного пиловим диском | Картка околиць зорі ε Візничого. На ній показано саму зорю (хрестиком) та зорі порівняння (числами) |
| --- | ---------------------------------------------------- | ---------------------------------------------------------------- | --- | --------------------------------------------------------------------------------------------------- |

## Фото- та відеометеріали
- Відео на YouTube, яке описує систему, використовуючи ліхтарики (англійською мовою) [Архівовано 15 квітня 2016 у Wayback Machine.]
- Інше відео, у якому доступно розповідається про систему [Архівовано 23 жовтня 2017 у Wayback Machine.] (на простій англійській)
- Моделі, які показують, як відбувається затемнення у системі:
  - https://www.youtube.com/watch?v=3pQRxpmWqhw [Архівовано 1 вересня 2013 у Wayback Machine.]
  - https://www.youtube.com/watch?v=84wJYwsEx0s [Архівовано 23 липня 2010 у Wayback Machine.]
- Astronomy Picture of the Day за 8 січня 2010: http://apod.nasa.gov/apod/ap100108.html [Архівовано 14 січня 2010 у Wayback Machine.]